# Hendrik Helmke
Hendrik Helmke (* 13. Juli 1987 in Winsen an der Luhe) ist ein ehemaliger deutsch-brasilianischer Fußballspieler und wurde im zentralen Mittelfeld eingesetzt.

## Karriere
Hendrik Helmke kam zu Beginn der Saison 2008/09 als Oberligaakteur zum VfB Lübeck, der seinerzeit in der viertklassigen Regionalliga Nord spielte. In seiner ersten Spielzeit dort kam der technisch versierte Mittelfeldspieler auf insgesamt 27 Einsätze, in der folgenden Saison 2009/10 auf 24, und belegte mit dem Verein aus der Hansestadt Lübeck jeweils den achten und neunten Platz am Ende der Saison. Im DFB-Pokal 2009/10 nach einem 2:1-Sieg nach Verlängerung über den Bundesligisten 1. FSV Mainz 05 erreichte er mit dem VfB Lübeck die 2. Runde. Nachdem er in diesem Spiel noch über die vollen 120 Minuten zum Einsatz gekommen war, konnte er bei der 1:3-Niederlage in der 2. Runde nach Verlängerung gegen den nächsten Bundesligisten, den VfB Stuttgart, aufgrund einer Verletzung nicht mitwirken. Besonders nach seiner beeindruckenden Leistung im deutschen Pokal wurde er mit mehreren höherklassigen Vereinen in Verbindung gebracht, weshalb er seinen auslaufenden Vertrag in Lübeck nicht verlängerte.
Da sich jedoch alle absehbaren Transfermöglichkeiten zerschlugen, blieb der zentrale Mittelfeldspieler für längere Zeit ohne Vertrag, spielte allerdings bei einigen Vereinen im Probetraining vor, so zum Beispiel beim FC Carl Zeiss Jena, Rot Weiss Ahlen und eben jenem finnischen Erstligisten IFK Mariehamn, für den Helmke sich letztendlich zur Fortsetzung seiner Karriere entschied. Im Januar 2011 verließ Helmke Deutschland in Richtung Finnland, wo er einen Vertrag zunächst bis zum Saisonende 2011 beim Erstligisten IFK Mariehamn unterschrieb. Nachdem der deutsch-brasilianische Mittelfeldstratege in der Vorbereitung zu überzeugen wusste und auch im finnischen Suomen Cup sein erstes Tor schoss, debütierte er für das Team von der Insel Fasta Åland beim 2:0-Erfolg im Eröffnungsspiel der Saison 2011 gegen Myllykosken Pallo -47 im Saviniemen jalkapallostadion. Insgesamt kam er zu 29 Ligaeinsätzen und erzielte zwei Tore.
Nach der Saison 2011 musste er den Verein jedoch schon wieder verlassen und war von Januar bis März 2012 auf Vereinssuche. Im April 2012 unterschrieb er einen Vertrag bei Sabah FA in der Malaysia Super League. Dort konnte er in der Saison 2012 zwei Tore erzielen, den Abstieg aber nicht verhindern. Nach der Saison war er wieder vereinslos. Im Februar 2013 kehrte Helmke nach Finnland zurück. Der Erstligist FF Jaro nahm ihn für die Saison 2013 unter Vertrag. Im Anschluss wechselte er zum norwegischen Verein Tromsø IL und ein Jahr später zu al Ahly Kairo nach Ägypten. 2016 war er ohne Verein und schloss sich dann im Januar 2017 für ein Jahr dem FC Lahti an. Nach einem weiteren vereinslosen Jahr spielte er die Saison 2019 für Kokkolan Palloveikot. Am 1. Januar 2020 beendete der Mittelfeldspieler dann seine aktive Karriere.

## Erfolge
- SHFV-Pokalsieger: 2009, 2010

## Sonstiges
Sein älterer Bruder Alessandro Helmke (* 1984) war ebenfalls Fußballer und spielte u. a. im Amateurbereich für Teutonia Uelzen sowie den Lüneburger SK.